# Gelotia onoi
Espèce
Gelotia onoi est une espèce d'araignées aranéomorphes de la famille des Salticidae.

## Distribution
Cette espèce est endémique de la province de Đắk Lắk au Viêt Nam,. Elle se rencontre dans le district de Buôn Đôn dans le parc national de Yok Đôn.

## Description
La femelle holotype mesure 4,63 mm.

## Systématique et taxinomie
Cette espèce a été décrite par Hoang, Phan et Vo en 2024.

## Étymologie
Cette espèce est nommée en l'honneur de Hirotsugu Ono.

## Publication originale
- Hoang, Phan & Vo, 2024 : « First record of Gelotia Thorell, 1890 (Araneae: Salticidae) from Vietnam with description of a new specie. » The Raffles Bulletin of Zoology, vol. 72, p. 294-302.